# Crassula colorata
Crassula colorata ((Nees) Ostenf., 1918) è una pianta succulenta appartenente alla famiglia delle Crassulaceae, endemica dell'Australia. Prima dell'attribuzione al genere Crassula, ad opera di Carl Hansen Ostenfeld, era nota come Tillaea colorata (Nees, 1845), basionimo dell'attuale denominazione.
L'epiteto specifico colorata deriva dal latino color, colore, e si rifà all'aspetto della pianta.

## Descrizione

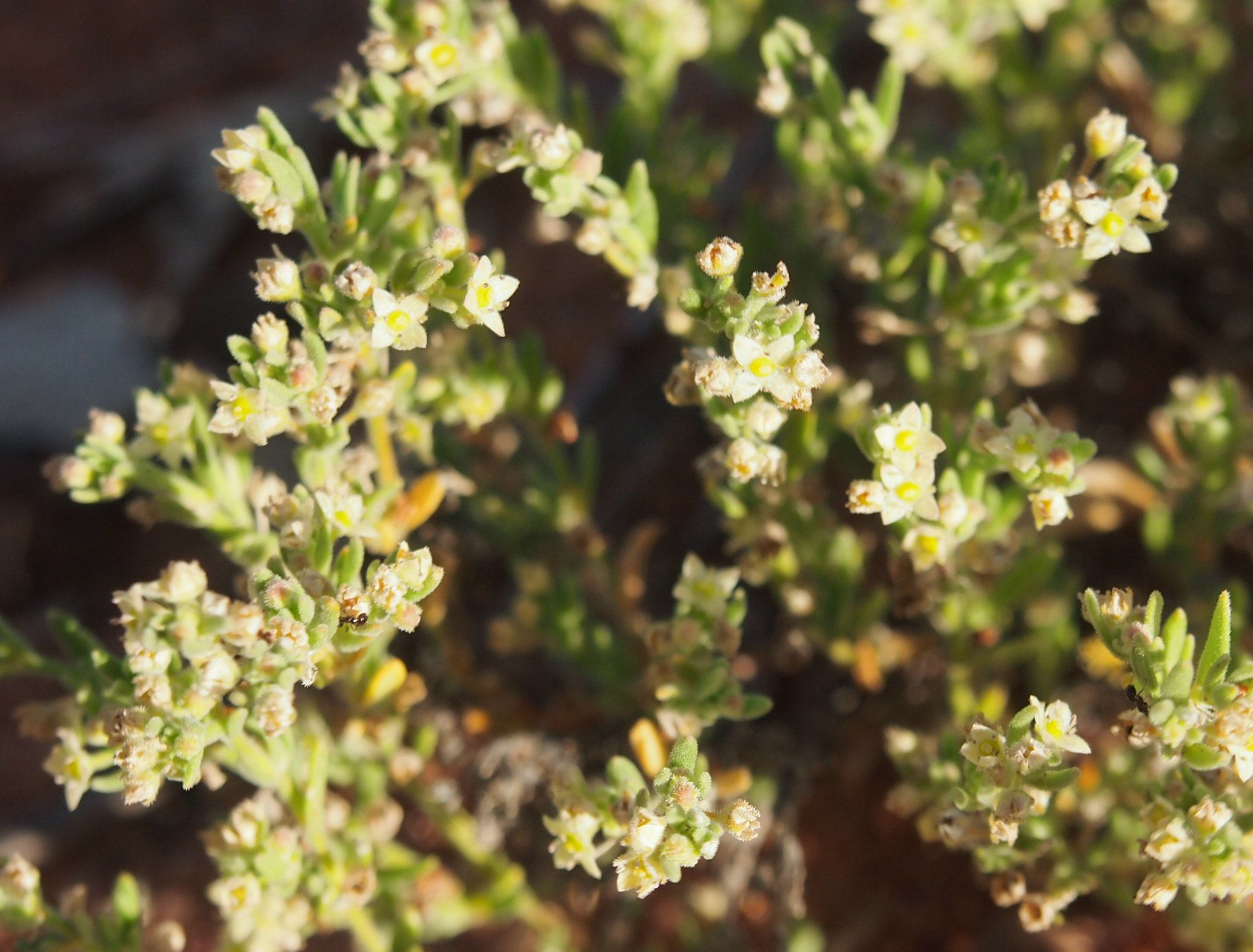
Foglie e fiori di C. colorata.

C. colorata è una pianta annuale formata da steli eretti, lunghi fino a 15 cm, che ramificano di rado, solitamente a partire dai nodi compresi tra il secondo ed il quinto.
Le foglie sono di forma lanceolata, lunghe 2–6 mm e larghe 0,8-4,4 mm, dalle estremità prevalentemente ottuse, a volte acute, con la pagina superiore piatta e quella inferiore convessa.
Le infiorescenze a tirso, che si sviluppano tra agosto e novembre, hanno una disposizione a spiga con diverse cimule sessili che si sviluppano a partire dalle ascelle delle brattee, simili alle foglie stesse.
I fiori, pentameri e sessili, presentano un calice composto da sepali triangolari, lunghi 1,2-2,2 mm, con le estremità da acuminate ad ottuse. La corolla invece, di colore da crema a rosso, è composta da petali da lanceolati ad ovati, lunghi 1-2,1 mm e con le estremità da acute ad acuminate. I carpelli sono di forma quasi cilindrica e suddivisi in due ovuli separati.
I frutti sono dei follicoli dal profilo oblungo, ristretti alla base e lunghi 0,44-0,52 mm, compressi lateralmente, di colore pallido e con la superficie liscia. I semi, che presentano alcune creste longitudinali, vengono rilasciati da un'apertura basale e misurano circa 0,3-0,5 mm in lunghezza.

## Distribuzione e habitat
C. colorata è una specie endemica in tutti gli stati federati dell'Australia, ad eccezione dell'isola della Tasmania, anche se è particolarmente diffusa nella parte meridionale del Paese. Ci sono stati alcuni sporadici avvistamenti in Nuova Zelanda, dove è considerata come una specie casuale, ovvero non si è ancora naturalizzata ma vi sono singoli casi di esemplari "fuggiti" alla coltivazione.
È generalmente diffusa su suoli sabbiosi ed inondati durante la stagione delle piogge ed è frequente che cresca in associazione a C. colorata var. acuminata e a Crassula sieberiana.

## Tassonomia

### Varietà
Al momento, oltre alla pianta in sé, sono accettate le seguenti varietà:
- Crassula colorata var. acuminata (Reader) Toelken[12]
- Crassula colorata var. miriamiae (Ostenf.) Toelken[13]

Queste si differenziano principalmente a livello dei carpelli, presentando poche altre differenze morfologiche chiare.
Per indicare la specie principale viene talvolta utilizzato il nome C. colorata var. colorata.

#### Crassula coloratavar.acuminata
Crassula colorata var. acuminata è una varietà particolarmente diffusa tanto che in molte aree risulta più comune della specie stessa.
Ha follicoli a forma di clava, con la parte superiore compressa lateralmente e quella inferiore cilindrica, svasati alla base e ristretti all'apice. Misurano circa 0,5-0,6 mm in lunghezza, presentano una superficie tubercolosa nella parte inferiore mentre hanno un aspetto membranoso sulla parte restante. Le infiorescenze, così come per C. colorata, si sviluppano tra agosto e novembre.
Sinonimi sono anche Tillaea acuminata (Reader, 1898), basionimo dell'attuale denominazione e risalente a quando la pianta veniva considerata una specie a sé stante, e Tillaea sieberiana var. acuminata (Reader) Ewart & Jean White, 1908).

#### Crassula coloratavar.miriamiae
Crassula colorata var. miriamiae è la varietà più rara, diffusa soltanto nello stato federato dell'Australia Occidentale e, nello specifico, la si trova nell'area tra la città di Perth ed i monti Stirling.
Caratteristiche peculiari di questa varietà sono i carpelli, dalla forma quasi globulare e poco ristretti agli apici, ai quali sono uniti i corti stili eretti. Hanno un aspetto liscio e membranoso, oltre che una colorazione pallida.
Sinonimo è anche Crassula miriamiae (Ostenf., 1918), basionimo dell'attuale denominazione e risalente a quando la pianta veniva considerata una specie a sé stante.